# توپ طلای ۲۰۰۹
توپ طلای ۲۰۰۹ (فرانسوی: 2009 Ballon d'Or‎) ۵۴مین رویداد سالیانهٔ توپ طلا بود که از سوی مجلهٔ فرانس فوتبال به بهترین بازیکن فوتبال در سال ۲۰۰۹ اعطا گردید که در این سال، لیونل مسی در سن ۲۲ سالگی برندهٔ توپ طلا شد.

## رتبه‌بندی
| ردیف | نام                     | باشگاه          | ملیت                                                   | امتیاز |
| ---- | ----------------------- | --------------- | ------------------------------------------------------ | ------ |
| 1    | لیونل مسی               | آرژانتین        | باشگاه فوتبال بارسلونا                                 | 473    |
| 2    | کریستیانو رونالدو       | پرتغال          | باشگاه فوتبال منچستر یونایتد باشگاه فوتبال رئال مادرید | 233    |
| 3    | ژاوی                    | اسپانیا         | باشگاه فوتبال بارسلونا                                 | 170    |
| 4    | آندرس اینیستا           | اسپانیا         | باشگاه فوتبال بارسلونا                                 | 149    |
| 5    | ساموئل اتوئو            | کامرون          | باشگاه فوتبال بارسلونا باشگاه فوتبال اینتر میلان       | 75     |
| 6    | کاکا (بازیکن فوتبال)    | برزیل           | باشگاه فوتبال آ.ث. میلان باشگاه فوتبال رئال مادرید     | 58     |
| 7    | زلاتان ابراهیموویچ      | سوئد            | باشگاه فوتبال اینتر میلان باشگاه فوتبال بارسلونا       | 50     |
| 8    | وین رونی                | انگلستان        | باشگاه فوتبال منچستر یونایتد                           | 35     |
| 9    | دیدیه دروگبا            | ساحل عاج        | باشگاه فوتبال چلسی                                     | 33     |
| 10   | استیون جرارد            | انگلستان        | باشگاه فوتبال لیورپول                                  | 32     |
| 11   | فرناندو تورس            | اسپانیا         | باشگاه فوتبال لیورپول                                  | 22     |
| 12   | سسک فابرگاس             | اسپانیا         | باشگاه فوتبال آرسنال                                   | 13     |
| 13   | ادین جکو                | بوسنی و هرزگوین | باشگاه فوتبال وولفسبورگ                                | 12     |
| 14   | رایان گیگز              | ولز             | باشگاه فوتبال منچستر یونایتد                           | 11     |
| 15   | تیری آنری               | فرانسه          | باشگاه فوتبال بارسلونا                                 | 9      |
| 16   | لوئیس فابیانو           | برزیل           | باشگاه فوتبال سویا                                     | 8      |
| 16   | نمانیا ویدیچ            | صربستان         | باشگاه فوتبال منچستر یونایتد                           | 8      |
| 16   | ایکر کاسیاس             | اسپانیا         | باشگاه فوتبال رئال مادرید                              | 8      |
| 19   | دیگو فورلان             | اروگوئه         | باشگاه فوتبال اتلتیکو مادرید                           | 7      |
| 20   | یوان گورکوف             | فرانسه          | باشگاه فوتبال بوردو                                    | 6      |
| 21   | آندری آرشاوین           | روسیه           | باشگاه فوتبال آرسنال                                   | 5      |
| 21   | ژولیو سزار              | برزیل           | باشگاه فوتبال اینتر میلان                              | 5      |
| 21   | فرانک لمپارد            | انگلستان        | باشگاه فوتبال چلسی                                     | 5      |
| 24   | مایکون                  | برزیل           | باشگاه فوتبال اینتر میلان                              | 4      |
| 25   | دیگو ریباس              | برزیل           | باشگاه ورزشی وردر برمن باشگاه فوتبال یوونتوس           | 3      |
| 26   | داوید ویا               | اسپانیا         | باشگاه فوتبال والنسیا                                  | 2      |
| 26   | جان تری (بازیکن فوتبال) | انگلستان        | باشگاه فوتبال چلسی                                     | 2      |
| 28   | فرانک ریبری             | فرانسه          | باشگاه فوتبال بایرن مونیخ                              | 1      |
| 28   | یحیی توره               | ساحل عاج        | باشگاه فوتبال بارسلونا                                 | 1      |